# 羅德巴赫河 (默兹河支流)
51°4′33″N 5°49′56″E / 51.07583°N 5.83222°E

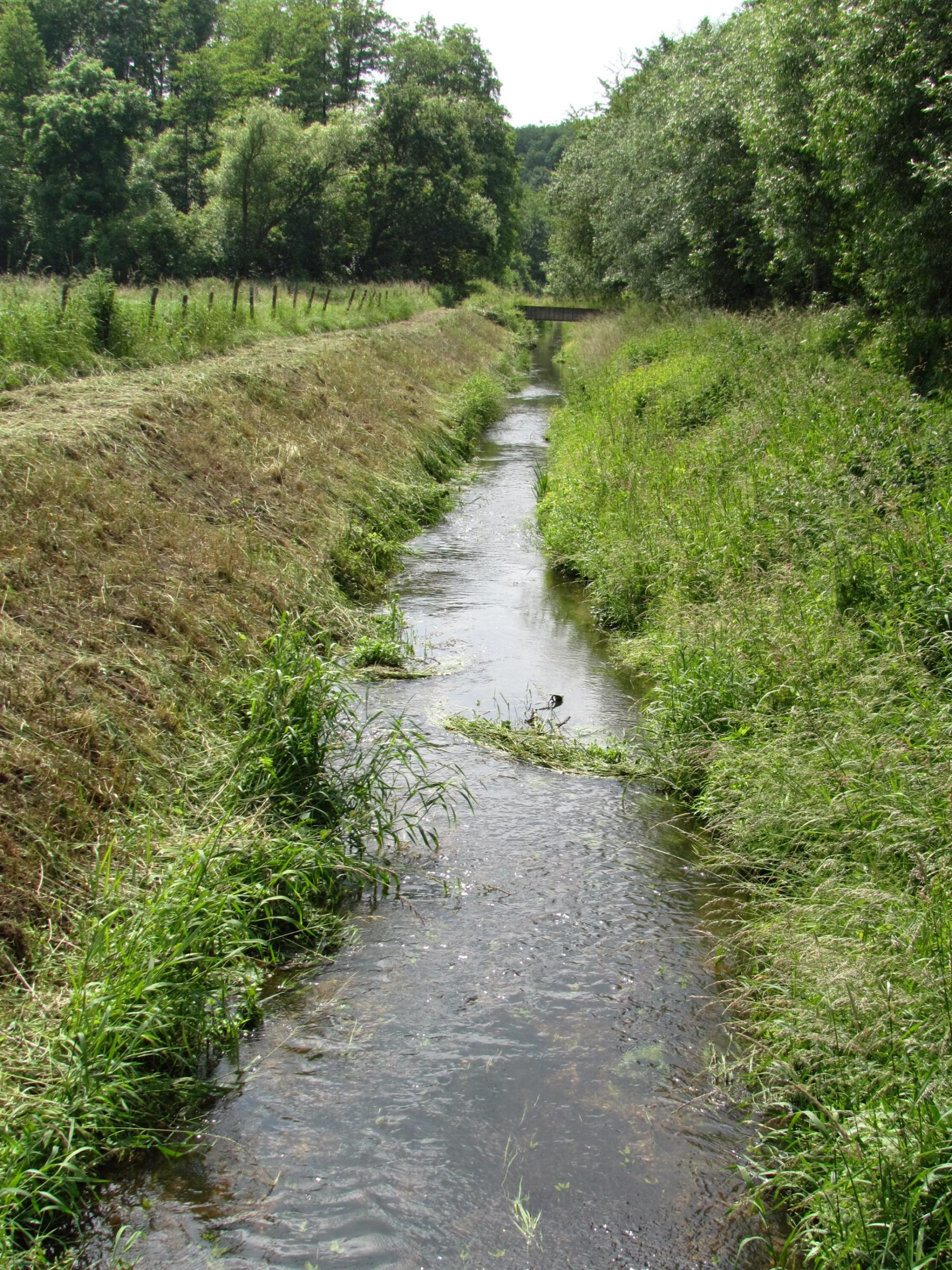

羅德巴赫河（德語：Rodebach），是德國的河流，位於該國西部，處於北萊茵-威斯特法倫州，屬於默兹河的支流，河道全長29公里，流域面積174平方公里。